# Turanose
Turanose é um carboidrato dissacarídeo consistido de moléculas de glicose e frutose normalmente presente no mel e nos comuns xaropes para tosse. O turanose não é apenas um teor de energia para uma molécula, mas também uma molécula-mensagem. Com outros monossacarídeos, turanose foi usada para separar as vias de sinalização diferentes principais redes de fontes e sumidouros de sacarose, a fotossíntese e ativação de MAPKs.